# Пампильоза-да-Серра (район)
Пампильоза-да-Серра (порт. Pampilhosa da Serra) — район (фрегезия) в Португалии, входит в округ Коимбра. Является составной частью муниципалитета Пампильоза-да-Серра. По старому административному делению входил в провинцию Бейра-Байша. Входит в экономико-статистический субрегион Пиньял-Интериор-Норте, который входит в Центральный регион. Население составляет 1514 человека на 2001 год. Занимает площадь 100,23 км².
Покровителем района считается Дева Мария (порт. Nossa Senhora das Dores).